# Liste des titres musicaux numéro un en Autriche en 1976
Cette page liste les titres numéro un dans les meilleures ventes de disques en Autriche pour l'année 1976.

## Classement des singles
| №  | Date         | Artiste              | Titre              |
| -- | ------------ | -------------------- | ------------------ |
| 1  | 15 janvier   | Georg Danzer         | Jö schau           |
| 2  | 15 février   | Penny McLean         | Lady Bump          |
| 3  | 15 mars      | Jean-Claude Borelly  | Dolannes mélodie   |
| 4  | 15 avril     | Harpo                | Moviestar          |
| 5  | 15 mai       | Waterloo & Robinson  | My Little World    |
| 6  | 15 juin      | ABBA                 | Fernando           |
| 7  | 15 juillet   | ABBA                 | Fernando           |
| 8  | 15 août      | The Bellamy Brothers | Let Your Love Flow |
| 9  | 15 septembre | The Bellamy Brothers | Let Your Love Flow |
| 10 | 15 octobre   | The Bellamy Brothers | Let Your Love Flow |
| 11 | 15 novembre  | Boney M.             | Daddy Cool         |
| 12 | 15 décembre  | Boney M.             | Daddy Cool         |

## Classement des albums
| №  | Date         | Artiste             | Titre                         |
| -- | ------------ | ------------------- | ----------------------------- |
| 1  | 15 janvier   | Elvis Presley       | Elvis – Seine 40 größten Hits |
| 2  | 15 février   | Compilation         | Hit Machine                   |
| 3  | 15 mars      | Compilation         | Hit Machine                   |
| 4  | 15 avril     | Compilation         | Musik-Box                     |
| 5  | 15 mai       | Waterloo & Robinson | Songs                         |
| 6  | 15 juin      | Waterloo & Robinson | Songs                         |
| 7  | 15 juillet   | Waterloo & Robinson | Songs                         |
| 8  | 15 août      | ABBA                | The Best Of Abba              |
| 9  | 15 septembre | ABBA                | The Best Of Abba              |
| 10 | 15 octobre   | Compilation         | British Greats                |
| 11 | 15 novembre  | Neil Diamond        | Beautiful Noise               |
| 12 | 15 décembre  | Compilation         | Disco Rocket                  |